# Richard Cheslyn
 (juillet 2014).
Richard Cheslyn (17 décembre 1797 Langley Priory (en), Leicestershire - 29 décembre 1858, Shelford (en), Nottinghamshire) était un joueur de cricket amateur anglais qui a joué au First-class cricket de 1825 à 1846.
Il a principalement joué au Sussex county cricket teams (en) et au Marylebone Cricket Club (MCC), dont il était membre. Il a fait dix apparitions dans des matches de first-class dont une avec le Sussex pendant le Roundarm trial matches (en) de 1827.